# 1939 na arte

## Eventos
- Carnaval - A GRES Portela vence o Carnaval carioca, conquistando seu segundo título.
- Detective Comics #27 tem a estreia dos quadrinhos de Batman
- Fundada a Timely Comics, por Martin Goodman, que posteriormente se tornaria a Marvel Comics.

## Nascimentos
| Data         | Nome                           | Profissão                                                      | Nacionalidade     | Observações | Ref |
| ------------ | ------------------------------ | -------------------------------------------------------------- | ----------------- | ----------- | --- |
| 9 de janeiro | Kiko Argüello                  | pintor                                                         | Espanha           |             |     |
| 31 de julho  | Álvaro Lapa                    | pintor e escritor                                              | Portugal          | m. 2006     |     |
| 19 de agosto | Luiz Pinto                     | pintor, desenhista, ilustrador e professor                     | Brasil            | m. 2012     |     |
| 5 de outubro | A. R. Penck                    | pintor e escultor                                              | Alemanha Oriental |             |     |
| ??           | Fernando Antonio Bastos Coelho | pintor, ilustrador, desenhista, artista gráfico e publicitário | Brasil            |             |     |
| ??           | Erik Pevernagie                | pintor                                                         | Bélgica           |             |     |
| ??           | Carlos Tenius                  | escultor                                                       | Brasil            |             |     |
| ??           | Ely Barbosa                    | desenhista                                                     | Brasil            | m. 2007     |     |

## Mortes
| Data          | Nome                      | Profissão                                 | Nacionalidade                              | Observações     | Ref |
| ------------- | ------------------------- | ----------------------------------------- | ------------------------------------------ | --------------- | --- |
| 17 de janeiro | Oscar Pereira da Silva    | pintor, desenhista, decorador e professor | Brasil                                     | n. 1865 ou 1867 |     |
| 14 de abril   | José Júlio de Souza Pinto | pintor                                    | Reino Unido de Portugal, Brasil e Algarves | n. 1856         |     |
| ??            | Lucílio de Albuquerque    | pintor, desenhista e professor            | Brasil                                     | n. 1877         |     |
| ??            | Louis Wain                | desenhista                                | Reino Unido                                | n. 1860         |     |

## Prémios
- Prémio Valmor e Municipal de Arquitectura 1939 - Carlos Andrade e Guilherme Rebelo de Andrade[1].